# Christieara
× Christieara, (abreviado Chtra.) en el comercio, es un híbrido intergenérico entre los géneros de orquídeas Aerides, Ascocentrum y Vanda (Aer. x Asctm. x V.) 